# Furculești
Furculești è un comune della Romania di 3 720 abitanti, ubicato nel distretto di Teleorman, nella regione storica della Muntenia. 
Il comune è formato dall'unione di 4 villaggi: Furculești, Moșteni, Spătărei, Voievoda.